# Récepteur du glucagon-like peptide-1
Le récepteur du glucagon-like peptide-1 ou GLP-1r (en anglais glucagon-like peptide 1 receptor ou GLP1R) est un récepteur membranaire, c'est-à-dire une protéine de la famille des récepteurs couplés aux protéines G. Il est codé par le gène humain correspondant sur le chromosome 6,.

## Ligand spécifique
Le ligand spécifique du GLP-1r est le glucagon-like peptide-1 (GLP-1). Le GLP-1r a beaucoup moins d'affinité pour le peptide insulinotrope dépendant du glucose et le glucagon.

## Intérêt thérapeutique
Plusieurs molécules, agonistes de ce récepteur, sont utilisées comme médicaments dans le traitement du diabète ou sont en cours de test : exénatide, liraglutide, albiglutide, dulaglutide, lixisénatide, sémaglutide, tirzépatide et efpéglenatide.Le survodutide est également agoniste du récepteur au glucagon.
Le GLP-1r est exprimé dans les cellules bêta du pancréas. Le GLP-1r activé stimule la voie de l'adénylate cyclase ce qui se traduit par une augmentation de la synthèse puis de la libération d'insuline. Le GLP-1r a donc été choisi comme cible potentielle pour le traitement du diabète.
Le GLP-1r est également exprimé dans le cerveau où il est impliqué dans le contrôle de l'appétit. Cela explique la perte de poids par la prise des agonistes de ce récepteur.
En outre, des souris qui sur-expriment ce gène montrent une amélioration des capacités de mémorisation et d'apprentissage. L'ensemble de ces propriétés permettent d'envisager l'utilisation du GLP-1r dans le traitement de la maladie de Huntington.